# Muntanyes del Canigó

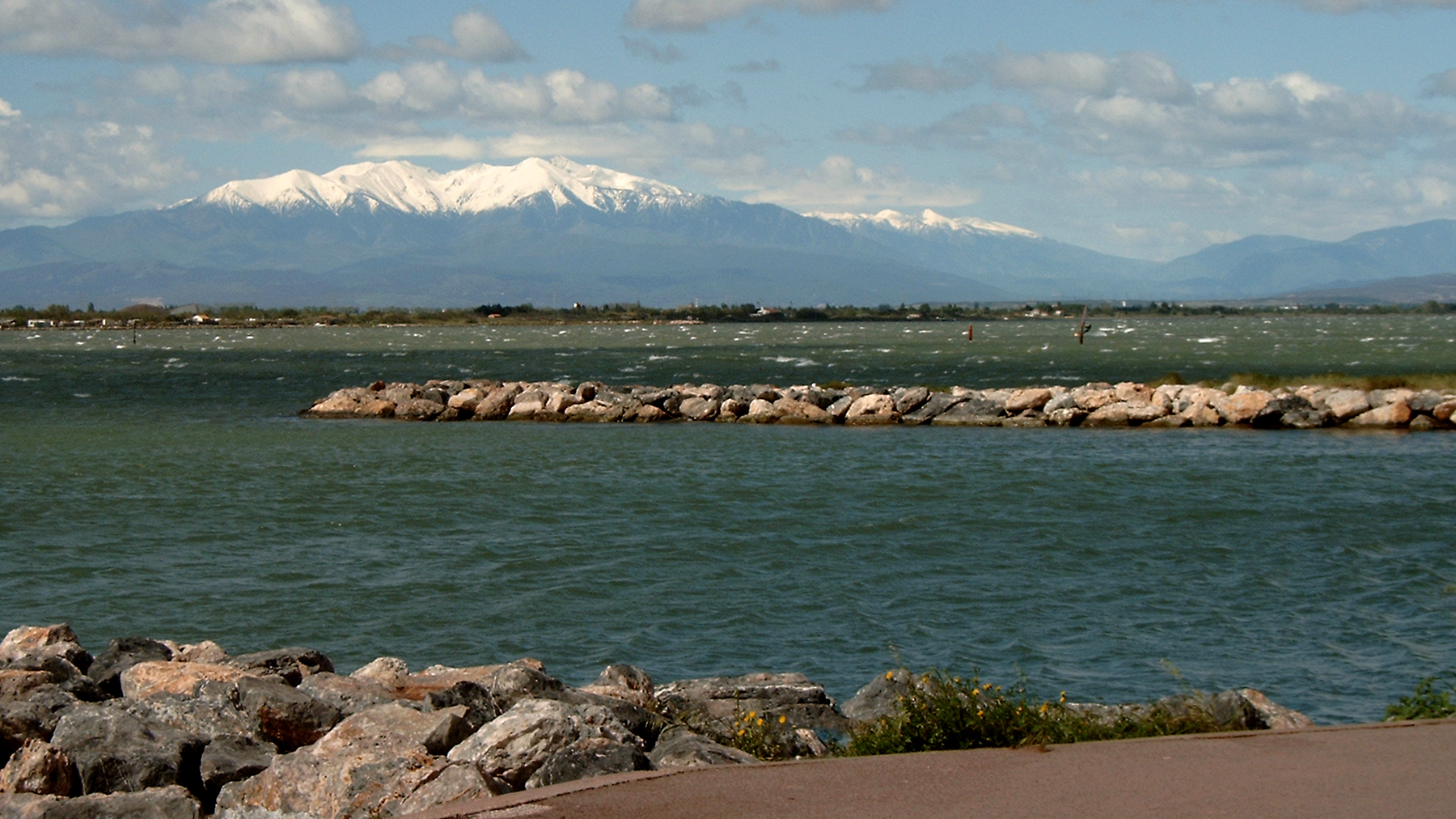
Le Canigou depuis Le Barcarès

Muntanyes del Canigó (en français : « montagnes du Canigou ») est une chanson populaire catalane évoquant le massif du Canigou.

## Histoire
Il existe plusieurs versions des paroles, commençant en général par « Muntanyes del Canigó / fresques són i regalades », ce qui lie cette chanson avec Muntanyes Regalades, autre chanson populaire catalane qui, elle, débute par « Muntanyes regalades / són les del Canigó ». Dans les deux cas, la chanson évoque le Canigou, sa fraîcheur et ses cours d'eau.
Joan Amades classe cette chanson avec celles de pêcheurs, et plus exactement comme chanson de réparateur de filets. Bien que la chanson entre dans une thématique pyrénéenne, le Canigou est visible depuis de nombreuses plages, tant du Roussillon que de l'Empordà.
Au début du XXe siècle Aureli Capmany (ca) avance que, bien qu'étant une chanson des Pyrénées elle était devenue populaire jusque dans les plaines éloignées, comme celles de Vic, de l'Urgell et au Berguedà, grâce à sa beauté exubérante et à son incarnation de l'esprit catalan.
Le massif du Canigou est le massif pyrénéen de plus de 2 000 mètres d'altitude le plus proche de la Méditerranée. Situé en Catalogne nord, il domine les plaines du Conflent et du Roussillon d'un côté, et du Vallespir et de l'Empordà, de l'autre.
Le poète Jacint Verdaguer écrivit également un poème épique sur ces montagnes Canigó publié en 1886, exploitant abondamment la mythologie nationale catalane. En conséquence, le massif a été élevé au rang de symbole catalan dans les régions pyrénéennes. Cette œuvre, formée par douze chants et un épilogue traite essentiellement de l'amour, du patriotisme et des légendes au travers d'une histoire romantique située dans les Pyrénées du XIe siècle.